# Juviles
Juviles és un municipi andalús situat en la part central de l'Alpujarra Granadina (província de Granada). Limita amb els municipis de Trevélez, Bérchules, Lobras, Cástaras i Busquístar. Gran part del seu terme municipal, situat sobre un petit altiplà envoltat de castanyers, es troba al Parc nacional de Sierra Nevada.
Igualment, el propi nucli i els terrenys situats per sota del mateix, formen part del Lloc Històric de l'Alpujarra.
Aquest poble és el segon més petit en població de tota la comarca i de la província de Granada.
La seva principal riquesa és l'elaboració i curació del pernil i el turisme rural.

## Història
Les primeres dades conegudes sobre Juviles es remunten al segle viii, al començament de l'època andalusí, d'acord amb l'alcàsser datat en aquest segle (el Fort de Juviles). La seva localització respon a interessos estratègics i en èpoques de dificultat, i servia de protecció als pobles veïns.
Durant la reconquesta, va presentar ferma resistència a les tropes cristianes. Això va motivar que un cop capturada la plaça, el rei Ferran el Catòlic ordenés la seva destrucció per evitar que tornés a servir de refugi als rebels.
Va ser la capital de la Taha de Jubiles, la qual aglutinava fins a 12 poblacions.
El segle xvi suposa un seriós revés per a la localitat; el suport ofert a la rebel·lió morisca li reporta una dura represàlia. La població va ser expulsada després de la victòria cristiana i la vila repoblada amb castellans.

## Festes
En el primer o segon cap de setmana del mes d'agost se celebren les festes patronals i populars d'aquest petit municipi, en honor de la Santíssima Mare de Déu del Rosari.
També al gener, amb motiu de la festivitat de Sant Sebastià, se celebren festes.